# Rotary Rocket

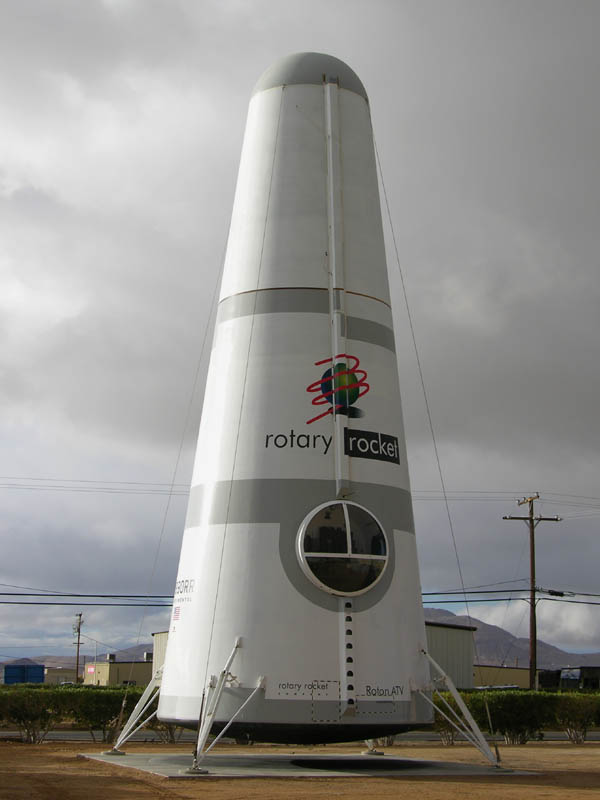
Le Rotary Rocket Roton ATV en exposition permanente au Port spatial de Mojave.

Rotary Rocket, Inc, était une entreprise de conception et construction de fusées, dont le siège social se trouvait dans une installation de 4 200 m2 au Port spatial de Mojave, qui a développé le concept Roton à la fin des années 1990 comme lanceur spatial monoétage entièrement réutilisable pour deux personnes plus un chargement. Roton avait pour objectif de diviser par dix les coûts de lancement de charges utiles en orbite terrestre basse. Gary Hudson (en) a défendu la conception et a formé la société. Un véhicule d'essai à grande échelle a fait trois vols stationnaires en 1999, mais la compagnie a manqué de fonds et a fermé ses portes début 2001.

## Évolution du concept Rotary Rocket

### Hélicoptère vers l'orbite
L'idée initiale de Gary Hudson et de Bevin McKinney était de fusionner les concepts de la fusée et de l'hélicoptère : des pales tournantes, alimentées par un mélange oxygène-kérosène, auraient lancé le véhicule lors de la première phase ascensionnelle. Une fois la pression de l'air amoindrie au point que le vol d'hélicoptère ne serait plus praticable, le véhicule aurait continué grâce à son moteur fusée, le rotor agissant alors comme une turbopompe géante. 
Des calculs ont montré que les pales de l'hélicoptère augmenteraient modestement l'impulsion spécifique réelle (Isp) d'environ 20 à 30 secondes, ce qui ajoute une poussée supplémentaire par rapport à un système de fusée seule qui permet seulement de compenser la surcharge engendrée par un tel système de pales. Ainsi, le système de pales n'apporte pas de gain au système lors de la phase d'ascension mais peut être utilisée comme système d'atterrissage du véhicule lors du retour sur Terre en le ralentissant et le guidant. Globalement le système d'atterrissage a donc un impact nul sur la puissance à développer pour faire décoller le véhicule.
Un problème rencontré lors du développement du Roton a été qu'une poussée supplémentaire aurait été nécessaire au véhicule une fois hors de l'atmosphère. Ainsi, plusieurs moteurs auraient dû être disposés au sommet et à la base de l'engin. Un autre problème soulevé a été celui du bruit généré par le rotor, sensiblement trop puissant pour d'éventuels occupants.
Cette première version du Roton avait été conçue pour de petits satellites de communications. Cependant, ce marché s'est écroulé principalement avec la faillite d'Iridium Communications Inc.. Par conséquent, la société a décidé de modifier le Roton pour pouvoir lancer des charges plus lourdes.

### Hélicoptère depuis l'orbite
La version suivante du Roton était un véhicule de lancement en forme de cône, avec un rotor d'hélicoptère au-dessus, destiné à être utilisé uniquement lors de l'atterrissage. Une soute interne pouvait être utilisée aussi bien pour transporter des charges utiles en orbite que pour en ramener d'autres vers la Terre. Le prix de mise sur orbite avec cet engin a été annoncé à 1 000 $ par kg de charge utile, soit moins de 10 % des prix alors en vigueur avec une charge utile maximum de trois tonnes, ce qui était très modeste par rapport à la concurrence.
La société avait l'intention d'utiliser un moteur aerospike annulaire rotatif spécifique : le moteur et la base du véhicule de lancement auraient tourné à grande vitesse (720 tr/min) pour pomper le carburant et le comburant jusqu'au rotor par rotation.
En raison du faible angle des tuyères dans la base de rotor, la vitesse de rotation des rotors lors du décollage se serait limitée elle-même et n'aurait nécessité aucun système de contrôle. Puisque la densité du LOX (oxygène liquide) est plus élevée que celle du kérosène, une pression supplémentaire est disponible avec le LOX, et il aurait ainsi pu être utilisé pour refroidir les moteurs et accessoires. Toutefois, en raison de la configuration de l'engin, des forces gravitationnelles de plusieurs G étaient jeu sur les bords de l'appareil où le LOX était censé servir de liquide de refroidissement. L'utilisation du LOX dans de telles conditions pour un tel usage était mal connu, difficile à modéliser et à valider et rendait donc le système risqué.
En outre, l'échappement rotatif agit comme un mur sur le bord extérieur de la base du moteur, et toute la base de l'engin est mise en dépression, créant un effet ventouse en direction de l'atmosphère. Ce phénomène pouvait être contrarié par l'ajout d'une fusée sous l'engin, ayant pour rôle unique de rajouter de la pression dans cette zone et ainsi empêcher la dépression de se créer.
96 tuyères miniatures disposées à la base du rotor devaient répartir la poussée sur le pourtour de la base du véhicule, permettant de gagner de la poussée supplémentaire à haute altitude en agissant en fait comme une tuyère aerospike tronquée de longueur zéro. Un système similaire avec des moteurs non rotatifs a été étudié pour la fusée N1. Cette configuration avait une base beaucoup plus petite, et ne créait pas l'effet de succion qu'un moteur de plus grand diamètre aurait induit. Le moteur de Roton avait un vide projeté ISP (Impulsion spécifique) d'environ 355 secondes (3,5 kN·s/kg), ce qui est très élevé pour un moteur LOX/kérosène pour un rapport poussée/poids de 150, ce qui est faible.
Lors de la rentrée, la base aurait aussi servi de bouclier thermique refroidi par eau. C'est théoriquement une bonne façon pour résister à la rentrée, en particulier pour un véhicule léger réutilisable. Cependant, utiliser l'eau comme liquide de refroidissement implique de la transformer en vapeur d'eau surchauffée, à des températures et des pressions élevées, et il y avait des craintes quant à des dommages générés en orbite par des micrométéorites, pouvant conduire à la perforation du récipient sous pression, ce qui aurait provoqué l'échec du bouclier de rentrée. Ce risque a été éliminé par un système d'écoulement à haute résistance aux fissures créé par un empilage de très fines feuilles métalliques traitées et assemblées par réactions chimiques protégeant le circuit de refroidissement.
En outre, le refroidissement aurait pu être effectué de deux manières différentes : une première méthode envisagée était celle de la vaporisation de l'eau mais la seconde, encore plus poussée, était celle de la création d'une couche de vapeur « froide » entourant la surface de la base et réduisant la capacité de chauffage. En outre, le système de mesure de la diffusion d'eau se devrait d'être extrêmement fiable, donnant une goutte par seconde par pouce carré, et a été réalisé par une approche de conception essai/erreur sur le vrai matériel. À la fin du programme Roton, certains matériels ont été construits et testés. La trajectoire de rentrée devait être compensée, de façon similaire à celle de la fusée Soyouz, afin de minimiser les charges G sur les passagers. Le coefficient balistique du Roton était meilleur et aurait pu s'avérer encore mieux adapté. Lorsque le système de compensation de rentrée atmosphérique de Soyouz est tombé en panne et que sa rentrée s'est faite de façon totalement balistique, les niveaux G se sont accrus considérablement, mais sans dommage pour les passagers.
Le véhicule était également unique de par l'utilisation prévue de ses rotors de type hélicoptère pour l'atterrissage, plutôt que des ailes ou des parachutes. Ce concept a permis des atterrissages contrôlés (contrairement aux parachutes), et son poids représente seulement 1/5e de celui d'ailes fixes. Un autre avantage est qu'un hélicoptère peut atterrir presque n'importe où tandis que les avions spatiaux à surfaces planes tels que la navette spatiale doivent revenir sur une piste.
Les pales du rotor devaient être propulsées par des fusées à peroxyde. Les pales du rotor devaient être déployées avant la rentrée ; restait à savoir si les pales tiendraient jusqu'à l'atterrissage. Le plan initial consistait à les disposer hors du fuselage, presque à la verticale, mais cette option a été jugée instable : comme elles avaient besoin de descendre de plus en plus bas et de tourner de plus en plus vite pour obtenir une bonne stabilité, la chaleur supportée aurait augmenté drastiquement et la résistance de l'air aurait été de plus en plus forte. De fait, les pales auraient dû, soit être refroidies activement, soit être réalisées dans un matériau réfractaire. Ainsi, l'idée de faire sortir les pales du fuselage afin d'éviter ces inconvénients devint plus intéressante et les études se sont focalisées sur cette possibilité. Ce concept de design du rotor n'est pas sans précédent. En 1955, l'une des cinq concepts développés par les soviétiques pour des missions suborbitales pilotées visait à inclure des rotors à moteurs-fusées comme système d'atterrissage. Le 1er mai 1958, ces plans ont été abandonnés quand il a été décidé de procéder directement à des vols orbitaux.
Rotary Rocket a conçu et a soumis à des tests de résistance à la pression un réservoir de LOX en matériau composite exceptionnellement léger et solide. Il a survécu à un programme de tests consistant à lui faire subir des cycles de mise sous pression-dépression avant de lui tirer dessus pour vérifier sa sensibilité à l'ignition. Cette construction composite a été une première mondiale.

#### Spécifications du Roton C-9
- Dimensions :
  - Hauteur : 19,2 m
  - Diamètre maximum : 6,7 m
- Dimensions de la soute :
  - Longueur : 5,1 m
  - Diamètre : 3,7 m
- Masse totale (estimée) : 180 000 kg
- Charge utile en LEO (projection) : 3 180 kg
- Apogée (projection) : 260 km
- Poussée du moteur : 30860 N
- Impulsion spécifique du moteur (vac) : 340 s
- Nombre de moteurs : 72

(Les projections sont fondées sur des estimations signalées dans Aviation Week & Space Technology le 5 octobre 1998.)

### Un nouveau moteur
En juin 1999, Rotary Rocket a annoncé qu'il allait utiliser un dérivé du moteur Fastrac (en) en cours de développement au Marshall Space Flight Center de la NASA, au lieu de son propre moteur fondé sur un concept de moteur rotatif non conventionnel. Il semble que la société a été incapable de convaincre les investisseurs que son concept de moteur était viable, la structure composite et le principe de rentrée atmosphérique fondée sur le principe du gyrocoptère s'étant avérés plus faciles à vendre.
Dans le même temps, l'entreprise a licencié environ un tiers de ses employés, réduisant ses effectifs d'environ 60 à 40. À ce stade, l'entreprise envisageait de commencer son service de lancement commercial dans le courant de l'année 2001. Bien que la société a levé 30 millions de dollars, il restait nécessaire de recueillir une somme supplémentaire de 120 millions de dollars avant une éventuelle mise en service.

## L'Atmospheric Test Vehicle (ATV)

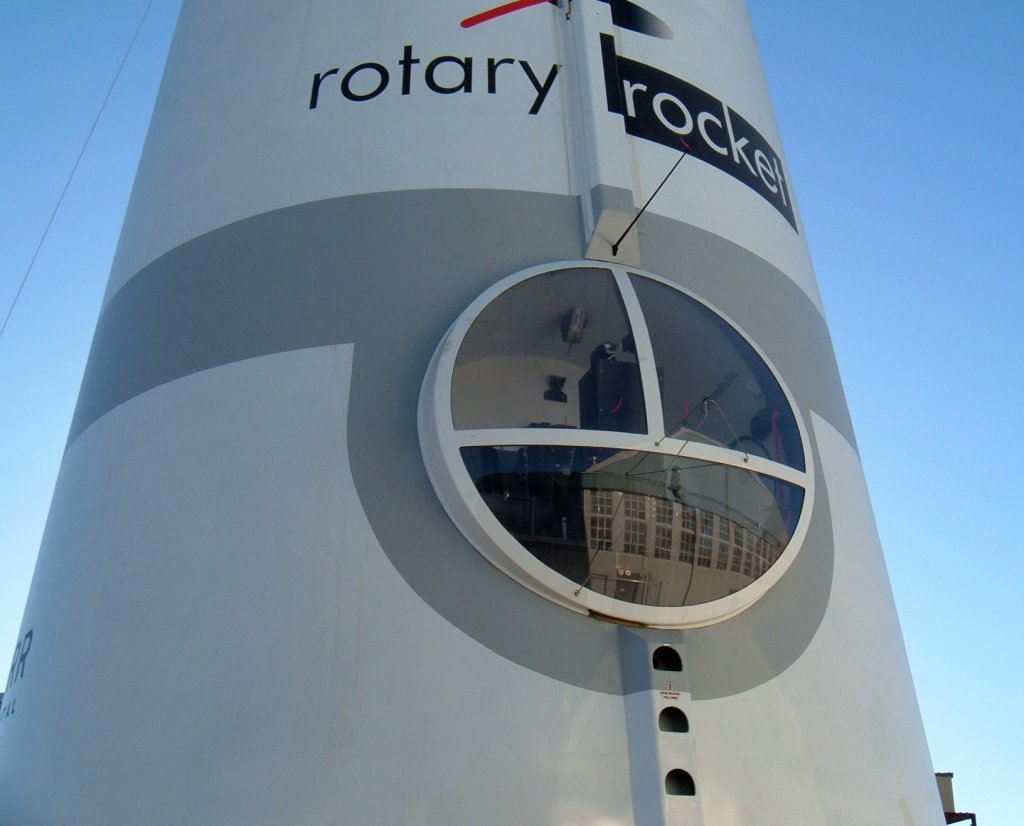
Le cockpit de l'ATV a été surnommée la « Batcave » par ses pilotes en raison de son champ de vision restreint.

À l'échelle 1/1, mesurant 19 m de hauteur, l'Atmospheric Test Vehicle (ATV) a été construit sous contrat par Scaled Composites pour une utilisation dans les vols d'essai stationnaires. L'ATV, coûtant 2,8 millions de dollars, n'a pas été conçu pour faire l'objet de tous les tests, car il n'avait pas de moteur-fusée et pas de protection thermique. L'ATV a été sorti de son hangar de Mojave le 1er mars 1999, sous le numéro de registre de la FAA N990RR.
La tête de rotor a été récupérée sur un Sikorsky S-58 écrasé, au prix de 50 000 dollars — par opposition à environ un million de dollars pour un neuf. Chaque rotor était propulsé par un jet de peroxyde d'hydrogène de 1 560 N, comme prévu pour le véhicule orbital. L'assemblage du rotor a été testé dans une carrière de roche avant son installation sur l'ATV.
L'ATV a effectué trois vols d'essai avec succès en 1999. Le pilote pour ces trois vols a été Marti Sarigul-Klijn (en) et le copilote, Brian Binnie, devint plus tard célèbre en tant que pilote du SpaceShipOne de Scaled Composites lors de son deuxième vol du X-Prize.
L'ATV a fait son premier vol le 28 juillet. Ce vol consistait en trois sauts verticaux pour un total de 4 min 40 s de durée pour une altitude maximale de 2,4 m. Les pilotes ont trouvé le vol extrêmement difficile pour un certain nombre de raisons. La visibilité dans le cockpit est limitée de telle sorte que les pilotes l'ont surnommé la « Batcave », du nom du repaire souterrain de Batman. La vue du sol y est entièrement obstruée, aussi les pilotes ont-ils dû compter sur un altimètre sonar pour juger de la proximité du sol. Le vaisseau entier avait une inertie trop basse pour contrecarrer totalement la rotation : aussi, le couple développé par les pales en rotation faisait tourner la carlingue sur elle-même, ce qui montra la nécessité de lui opposer une poussée opposée.
Le deuxième vol, le 16 septembre, était un vol stationnaire en continu d'une durée de 2 min 30 s, atteignant une altitude maximale de 6,1 m. Le vol soutenu a été rendu possible par l'installation de propulseurs plus puissants aux extrémités des pales du rotor et d'un Auto Throttle.
Le troisième et dernier vol a été effectué le 12 octobre. L'ATV a volé le long de l'aire de trafic de l'aéroport de Mojave, couvrant 1 310 m en vol et s'élevant à une altitude maximale de 23 m. La vitesse maximale a été de 85 km/h. Cet essai a révélé une certaine instabilité en vol de translation.
Un quatrième essai a été planifié afin de simuler une descente en autorotation. L'ATV aurait dû monter à une altitude de 3 050 m par ses propres moyens, avant de redescendre en réduisant la poussée afin de procéder à un atterrissage en douceur. À ce stade, étant donné qu'il était peu probable de trouver le financement supplémentaire nécessaire, les questions de sécurité ont prévalu et l'essai n'a pas eu lieu.

## Critique de la conception
Rotary Rocket a échoué en raison du manque de financement, mais certains ont suggéré que la conception du vaisseau elle-même était fondamentalement erronée. 
D'une part, Rotary Rocket a prouvé sa compétence technique en procédant à de véritables essais en vol sur son matériel. L'ATV a effectué trois vols d'essai et un réservoir de propergol composite a survécu à un programme d'essais complet. Comme Jim Ransom, le consultant de Rotary Rocket, l'a souligné à la disparition de la société, c'était plus que l'on ne pouvait en dire du Lockheed Martin X-33, qui disposait d'un budget trente fois plus élevé.
D'autre part, ces tests ont révélé une série d'autres problèmes. Par exemple, l'ATV a démontré que l'atterrissage du Rotary Rocket se montrerait délicat, voire dangereux. Les pilotes d'essais ont un système de notation, l'échelle de notation Harper-Cooper (en), pour les véhicules, entre 1 et 10, qui se rapporte à la difficulté de les piloter. L'ATV Roton a obtenu un 10 : le véhicule simulateur a été évalué comme pratiquement impossible à maîtriser par d'autres personnes que les pilotes d'essai Rotary, et même pour ces derniers, on estime que l'appareil a pu échapper à tout contrôle pendant de courts laps de temps lors des vols d'essai.
D'autres aspects du projet restent indéterminés. On ne sait pas si le Roton, dans la pratique, aurait pu finalement faire preuve de performances suffisantes pour réussir une mise en orbite avec un véhicule doté d'un seul étage, et en revenir — même si théoriquement cela reste possible (voir lanceur orbital monoétage). Ces doutes ont amené certains membres de la communauté aérospatiale à considérer comme utopique le concept Rotary Rocket. L'éventuel succès final du projet reste donc matière à spéculations.

## Les derniers jours de Rotary Rocket

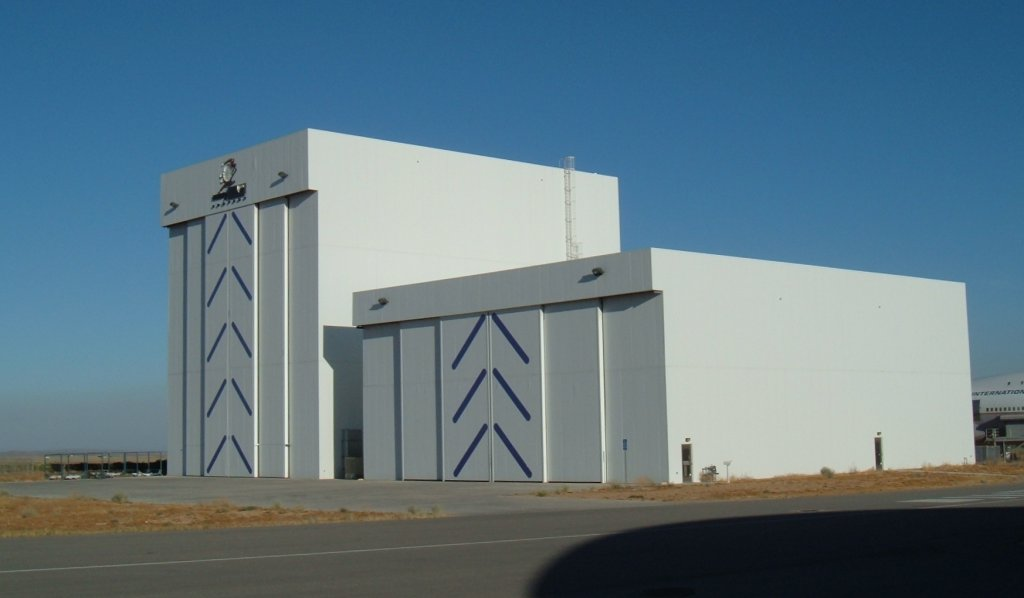
Les Hangars Rotary Rocket à l'aéroport de Mojave, en 2005. Le plus grand hangar sur la gauche est le bâtiment d'assemblage Rotary Rocket, le Rotary Rocket Assembly Building.

Le développement de l'engin a été arrêté en 2000, à deux semaines d'un vol d'essai complet d'un engin à l'échelle 1. Aucun contrat de lancement n'avait été signé jusqu'alors et Rotary Rocket a été contraint de fermer ses portes en 2001.
La situation économique du secteur pendant cette période a été fatale à l'entreprise : la faillite d'Iridium a pénalisé fortement l'ensemble de l'industrie spatiale. Dans ce contexte, la société n'a pas pu se financer suffisamment, malgré l'apport de 33 millions de dollars par des investisseurs individuels, dont l'écrivain Tom Clancy.
Certains ingénieurs du projet ont depuis créé d'autres entreprises de fusées, notamment XCOR Aerospace, t/Space (en) et Space Launch.
L'Atmospheric Test Vehicle devait être exposé au Classic Rotors Museum (en), un musée consacré aux hélicoptères près de San Diego, en Californie, mais la tentative de déplacement du 9 mai 2003 par héliportage sous un CH-47 Chinook de l'Army Reserve a échoué lorsque le Roton a commencé à osciller à des vitesses supérieures à 65 km/h. Au lieu de cela, le Port spatial de Mojave a fait en sorte de garder ce véhicule historique à Mojave, et le 10 novembre 2006, le Roton a été déplacé à son emplacement d'exposition permanent, à l'intersection de Airport Boulevard et Sabovich Road. Pour beaucoup, le Roton représente le programme qui a lancé Mojave dans l'ère spatiale, et ce thème a été repris au cours de la cérémonie d'inauguration qui a eu lors de la Journée des anciens combattants du 11 novembre, dont Brian Binnie fut le maître de cérémonie.
Les hangars de Rotary Rocket sont maintenant occupés par la National Test Pilot School (en).